# Neomirandea homogama
Neomirandea homogama là một loài thực vật có hoa trong họ Cúc. Loài này được (Hieron.) H.Rob. & Brettell mô tả khoa học đầu tiên năm 1974.